# C.H.U.D. – Panik in Manhattan
 C.H.U.D. – Panik in Manhattan ist ein US-amerikanischer Horrorfilm von Douglas Cheek. Der B-Movie von 1984 handelt von radioaktiven Monstern, die sich in der Kanalisation von Manhattan aufhalten. Obwohl der Film von Kritikern zunächst noch überwiegend negativ aufgenommen wurde, entwickelte er sich mit der Zeit zu einem Kultfilm und zählt heute zu den Klassikern der B-Movies. Das Paste-Magazine wählte C.H.U.D. auf Platz 54 der 100 besten B-Movies aller Zeiten. 1989 entstand eine Fortsetzung mit dem Titel C.H.U.D. – Das Monster lebt.

## Handlung
George Cooper und seine Freundin Lauren Daniels leben zusammen in einem Appartement in Soho. George ist Fotograf und hat vor kurzem eine Titelgeschichte über die „Kanalratten“, obdachlose Bewohner von New York, die im weitverzweigten Kanalisationssystem unter der Stadt leben, illustriert. Eine ältere Obdachlose ruft ihn aus dem Polizeirevier an, da sie versucht hatte, einem Polizisten die Waffe zu stehlen. George stellt die Kaution und gemeinsam gehen sie in die Kanalisation. Dort treffen sie auf einen Gefährten der Frau, der augenscheinlich von einem großen Tier gebissen wurde.
Captain Bosch ist ein erfahrener Polizeicaptain, dessen Frau gerade verschwunden ist. Der Bürgermeister von New York hat jedoch verfügt, dass die Vermisstenfälle in der Gegend nicht untersucht werden sollen. Bosch ermittelt auf eigene Faust und stößt auf den leicht verrückten Suppenkoch A. J. Shepherd, der von seinen Kunden nur „Reverend“ genannt wird. Dieser berichtet ihm von Gerüchten um Männer in weißen Anzügen, die mit Geigerzählern durch die Kanäle stromern und von Gerüchten um unheimliche Kreaturen, die die Obdachlosenpopulation dezimieren. Bosch sucht George auf, da jedoch niemand zu Hause ist, bricht er mit A.J. die Tür auf und entwendet die jüngsten Fotos mit der Bisswunde.
Bosch konfrontiert den Bürgermeister und Wilson, den Chef der Nuclear Regulatory Commission (NRC) mit seinen Fundstücken. Die NRC möchte am liebsten alles vertuschen, doch Bosch insistiert auf einer Erklärung. Tatsächlich sind durch radioaktiven Giftmüll monströse Kreaturen entstanden, die sogenannten C.H.U.D.s (Cannibalistic Humanoid Underground Dweller), die sich von Menschenfleisch ernähren. Einen Plan zur Lösung dieses Problem hat die Kontrollbehörde auch: die gesamte Kanalisation soll mit Gas geflutet werden. Bosch versucht dies mit allen Mitteln zu verhindern. Die Monster schlagen mittlerweile auch oberhalb der Kanalisation zu und greifen Lauren an, der es jedoch gelingt zu fliehen.
In der Zwischenzeit sind George und A.J. in der Kanalisation verschwunden. Da diese versiegelt wurde, fliehen beide vor den Monstern und können sich mit Boschs Hilfe aus der misslichen Lage befreien. Inzwischen ist Wilson jedoch durchgedreht und greift die drei an. In letzter Sekunde kommt Lauren zu Hilfe und eine gewaltige Gasexplosion tötet Wilson. Die Presse in New York spekuliert über die wahren Ursachen der Katastrophe.

## Hintergrund
Der Film startete in den Vereinigten Staaten am 31. August 1984 in insgesamt 314 Kinos. Am Eröffnungswochenende spielte er 1,762,922 $ ein und belegte Platz 13 der Box-Office-Charts. Insgesamt spielte er etwas mehr als 4 Millionen US-Dollar ein.
In Deutschland fand keine Kinoauswertung statt, der Film startete 1985 auf Video und wurde von Constantin Film verlegt. Die erste Fassung wurde um circa 15 Minuten geschnitten. Der Film erschien jedoch 2008 ungekürzt auf DVD in einer FSK18-Fassung, die wiedereingefügten Passagen wurden im Originalton belassen. Ein Jahr später erschien eine von der FSK neu bewertete ungeschnittene Fassung ab 16 Jahren.
Der Zensur fiel in der gekürzten Fassung unter anderem eine frühe Rolle von John Goodman zum Opfer. Er spielt einen Polizisten, der mit einer Diner-Bedienung flirtet und anschließend von einer der Kreaturen getötet wird. Diese Szene wurde wieder in den Film integriert, ist jedoch auf der DVD auch als alternatives Ende beigefügt.

## Kritik
C.H.U.D. – Panik in Manhattan ist ein typischer B-Movie der Reagan-Ära. Er beinhaltet alle Elemente, die in dieser Zeit eine Rolle im Horrorfilm spielten: eine verlogene Regierung, massive Umweltverschmutzung und die Gefahren der Atomkraft. Dennoch erreichte er nur langsam einen Kultstatus.

„Durch nukleare Strahlung mutieren die Obdachlosen eines New Yorker Stadtteils zu kannibalistischen Monstern, die durch nichts mehr aufzuhalten sind. Uneinheitlich inszenierter Horrorfilm, der die üblichen Klischees und Schockeffekte aneinanderreiht und mit Zivilisationsängsten spekuliert.“